# Schweina
Schweina ist ein Ortsteil der Stadt Bad Liebenstein im Wartburgkreis in Thüringen.

## Geographie
Schweina liegt im nordwestlichen Thüringer Wald, der durch steile Berge und Mischwälder geprägt ist. Der nördlich verlaufende Rennsteig lockt alljährlich viele Besucher.
Zum Ortsteil Schweina gehören die Kleinsiedlungen und Siedlungsteile Glücksbrunner Werke, Profisch, Marienthal und Glücksbrunn.

## Geschichte

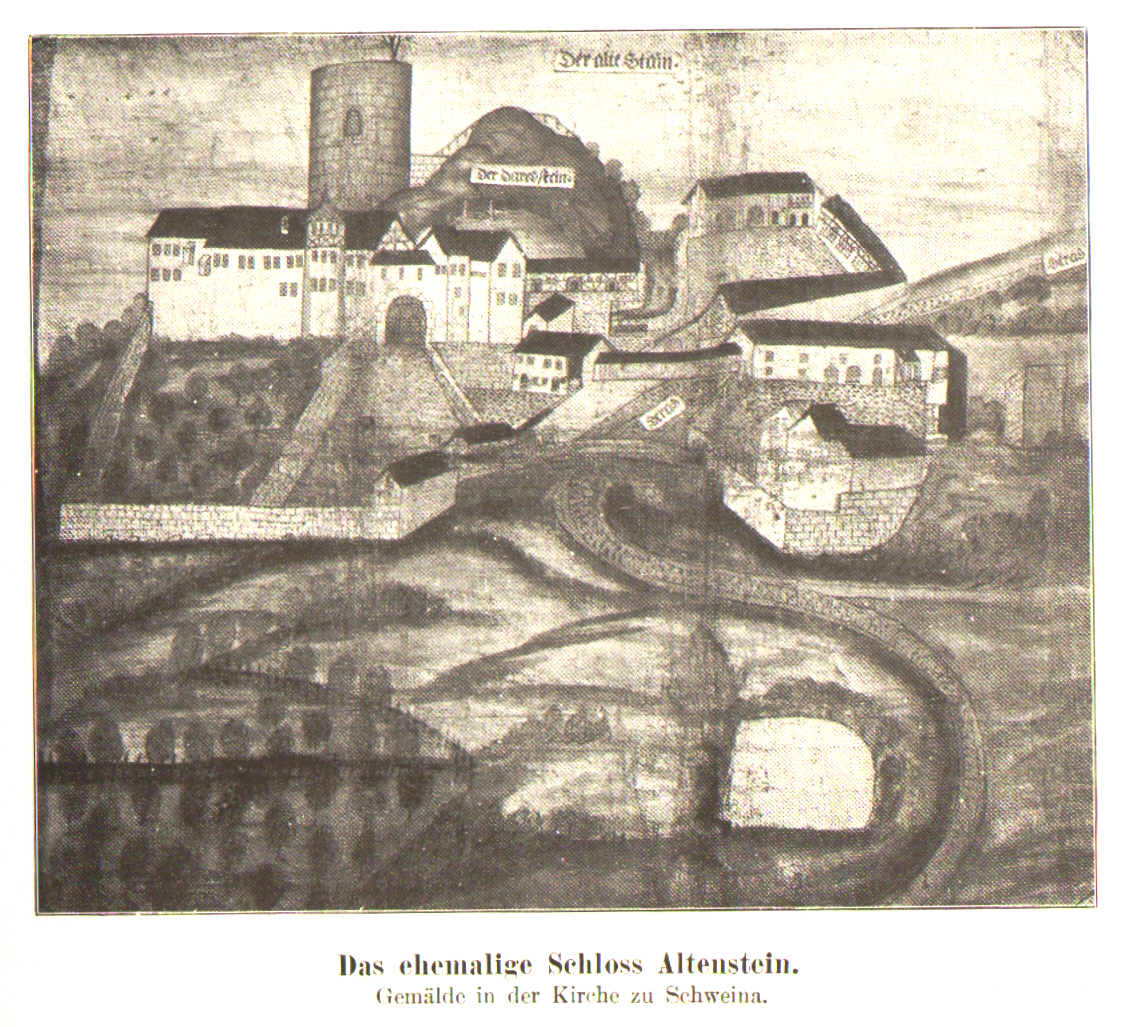
Burg Altenstein (um 1500)

### Vorgeschichte
Eine kleine Gruppe von Hügelgräbern am Jagdhaus Kissel und Bodenfunde, die bereits 1860 während der Freilegung eines Teils der Altensteiner Höhle gemacht wurden, lassen auf eine frühe Besiedlung dieser Gegend schließen.
Nach traditioneller Überlieferung begann die Ausbreitung des Christentums in diesem Teil des Werratals durch die angelsächsischen Missionare Bonifatius und Kilian im 7. Jahrhundert.

### Zwischen dem 10. und dem 16. Jahrhundert
Die erste urkundliche Erwähnung der Schweina im Königsbrief durch König Heinrich I erfolgte am 1. Juni 933. Der Gewässername „sueinnaha“ wurde als Bach der Schweinehirten gedeutet, die also dann hier gelebt haben.
Spätestens im 10. Jahrhundert drangen „Wanderschmiede“ in die Gegend um Schweina und Ruhla vor, die auf der Suche nach obertägigen Erzen waren und verarbeiteten diese vor Ort in „Waldschmieden“. Um 1150 entwickelte sich daraus ein kontinuierlicher Eisenerz-Bergbau. Darauf lässt ein Eintrag im Abgabenverzeichnis des Abtes Marquard von Fulda über eine Lieferung von Eisenbarren schließen.
In Schweina blieb ein besonderer Antoniuskult lebendig, 1183 wurde eine „capelle in Sueinaha“  in einer Urkunde von Papst Lucius III. erwähnt, zur Heiligenverehrung findet nur hier ein besonderer Umzug am 24. Dezember statt.
Bei der Aufteilung der Urpfarrei Breitungen erhielt Schweina zwischen 1385 und 1402 die Pfarrrechte.
Das zunächst edelfreie Geschlecht der Herren von Stein erbaute sich die Burg Altenstein und wurde 1116 mit Dudo von Stein erstmals urkundlich erwähnt. Diese Burg war Zentrum einer kleinen Rodungsherrschaft, die die heutigen Orte Schweina, Waldfisch, Gumpelstadt und Steinbach umfasste. Auch für dieses Geschlecht hat die örtliche Überlieferung zahlreiche Legenden hervorgebracht. Große Bedeutung erhielt die Burg durch den zunehmenden Verkehr auf der Schweinaer Straße, einer sehr alten Handelsroute und Passstraße über den Rennsteig von Franken nach Innerthüringen, die auch die Städte Erfurt und Fulda verband. Burg und Herrschaft Altenstein gingen noch im 12. Jahrhundert an die Dynasten von Frankenstein über, die im Dienst der Reichsabtei Hersfeld standen und die Verwaltung und Gerichtsbarkeit im Ort ausübten.
Spätestens im 15. Jahrhundert lebte der Kupferbergbau im Ort auf. 1441 wurden bereits 14 Schmelzhütten erwähnt. Ab 1490 wurde dem Ort Braurecht erteilt. 1492 fiel das Amt Altenstein als erbliches Mann-Lehen an das Geschlecht der Hund von Wenkheim. 1513 wurde die Kirche St. Laurentius zu Ehren des Heiligen Laurentius geweiht. 1523 bekam Schweina das Marktrecht zugesprochen, das es jedoch nicht nutzte. Die Einführung der Reformation war bis 1547 im Amt Altenstein vollzogen. 1557 begann ein über dreihundert Jahre andauernder Streit um die „Stabsgerechtigkeit“.

### Vom 17. Jahrhundert bis zum Ende des Zweiten Weltkriegs
Während des Dreißigjährigen Krieges litten die Bergwerke und Amtsdörfer unter Plünderungen und Brandschatzungen, so fiel am 17. Dezember 1637 die Kirche durch plündernde Kroaten-Truppen in Trümmer. Der Bergbau wurde 1681 wieder aufgenommen.

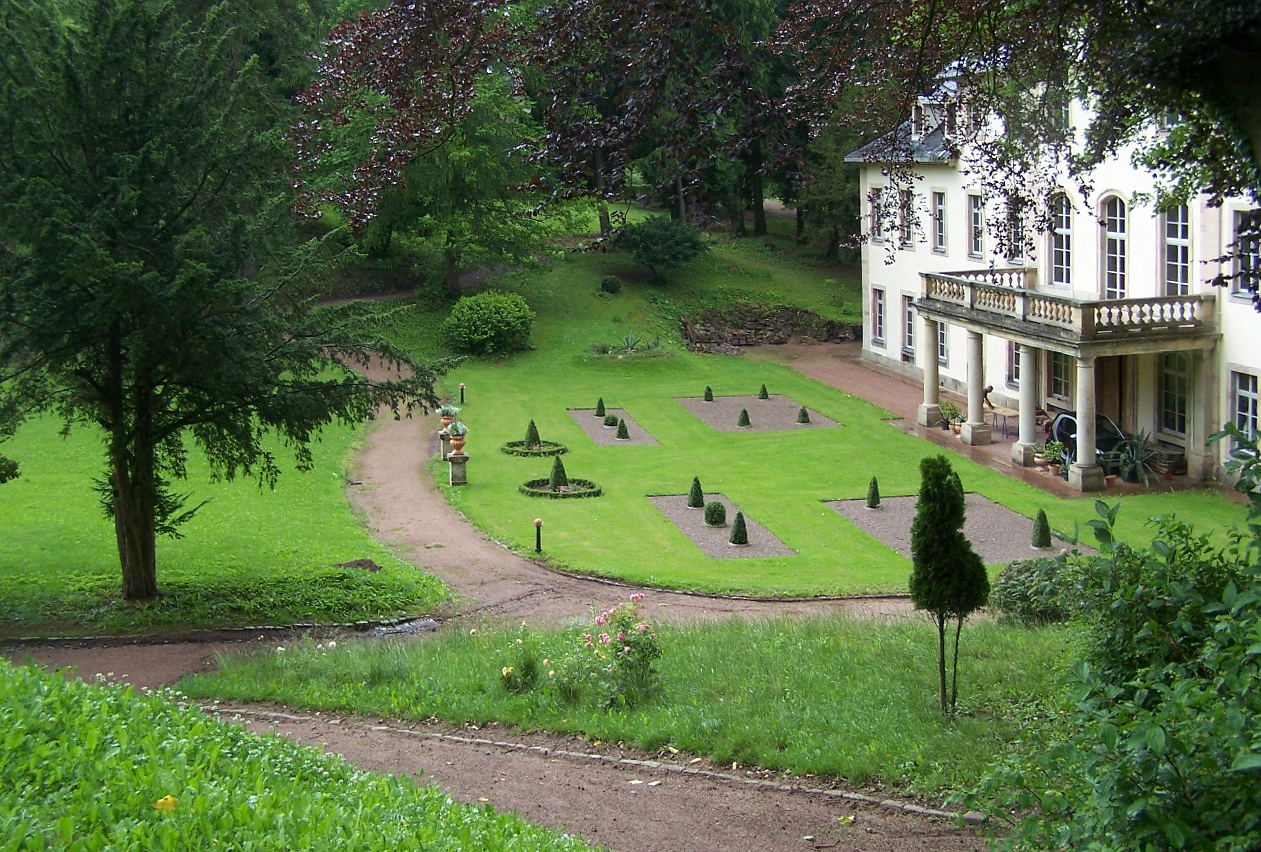
Schloss Glücksbrunn

Schloss Glücksbrunn wurde im Auftrag des Hofrats Johann Friedrich Trier ab 1703 errichtet. Gleichzeitig begannen die ersten Arbeiten zur Anlegung des Glücksbrunner Parks. Mit dem Beginn des Abbaus von Kobalt entstand 1714 ein Blaufarbenwerk. 1722 starb Eberhard Friedrich Hund von Wenkheim (1647–1722) als Letzter seines Geschlechts. Damit ging das Amt Altenstein an das seit 1680 bestehende Herzogtum Sachsen-Meiningen. Für 1754 sind 23 Bergbaugruben nachweisbar. Von 1772 bis 1776 erlebte die Region mehrere schwere Hungerjahre. Ab 1798 begannen die Arbeiten zur Errichtung der Sommerresidenz auf dem Altenstein durch Georg I. Herzog von Sachsen-Meiningen, wodurch mehr als 300 arbeitslose Bergleute wieder in Lohn und Brot kamen. Bei Sprengarbeiten zum Bau der Straße zum Altenstein hinauf wurde am 28. Juni 1799 die Altensteiner Höhle entdeckt, die bis 1802 zur Schauhöhle ausgebaut wurde. 1824 entstand im ehemaligen Blaufarbenwerk die erste mechanische Spinnerei Schweinas durch Johann Christian Weiß, der 1836 geadelt wurde und nach dem heute eine Straße im Ort benannt ist. Dort kam im August 1827 auch die erste Dampfmaschine zum Einsatz.

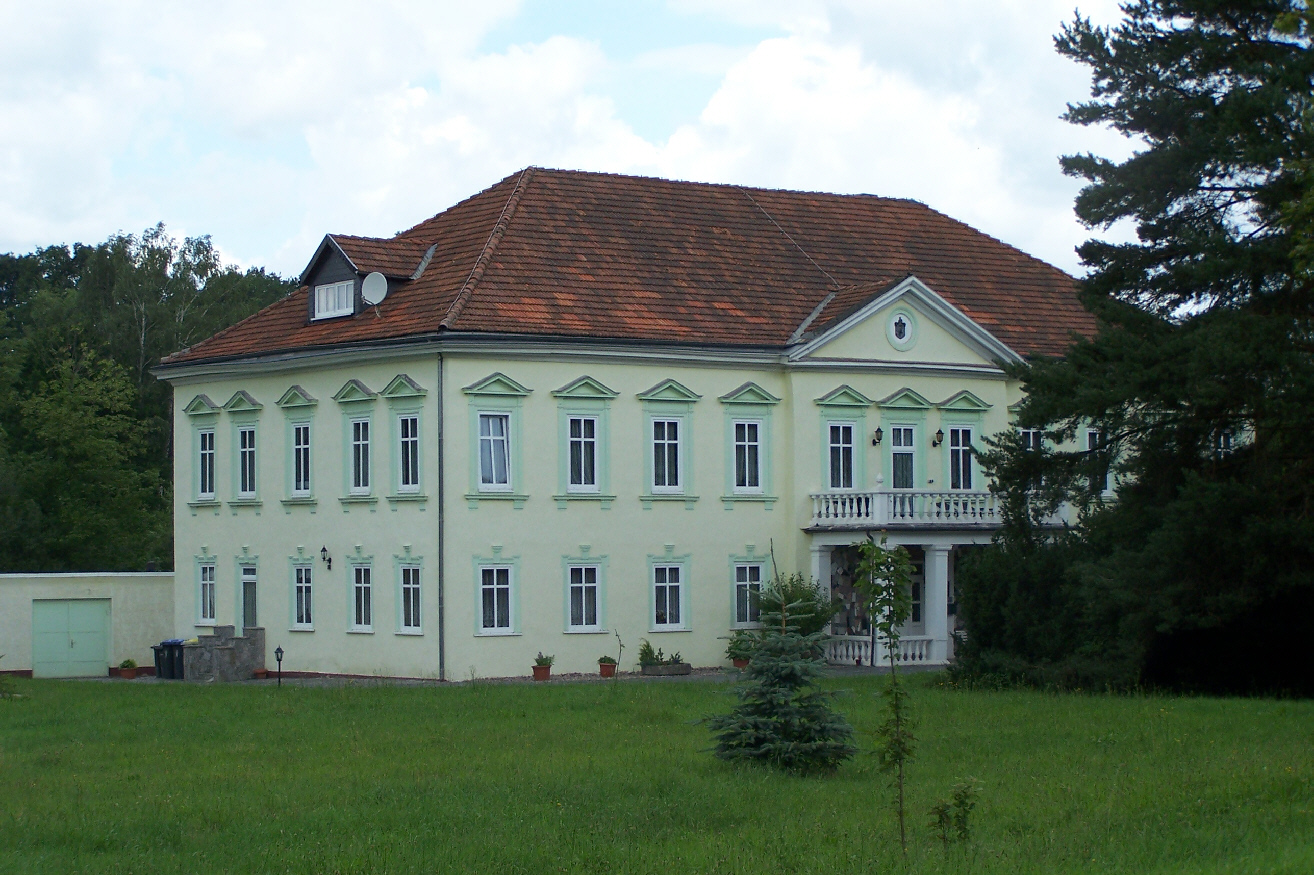
Schloss Marienthal

1833 wurde das Gut Wenigenschweina (auch Minussschweina genannt) durch Herzog Bernhard II. von Sachsen-Meiningen (1800–1882) erworben und zu Ehren seiner Gattin Marie von Hessen-Kassel (1804–1888) in Marienthal umbenannt.
Ab 1846 begann die Tabakpfeifenproduktion durch die Gründung der Firma August Reich & Söhne. 1850 kam der Pädagoge Friedrich Wilhelm August Fröbel (1782–1852) nach Schweina. Bernhard II. stellte ihm Schloss Marienthal zur Einrichtung des ersten deutschen Kindergärtnerinnen-Seminars zur Verfügung. Im selben Jahr organisierte Fröbel ein Großes Spielfest auf dem Altenstein. Friedrich Fröbel starb am 21. Juni 1852 im Schloss Marienthal und wurde auf dem Friedhof zu Schweina beigesetzt. Von 1870 bis 1890 beherbergte Schloss Marienthal das „Pädagogium“ unter Leitung von Direktor Eduard Fischer.
In der Dorfkirche von Schweina fand am 13. Juni 1853, einem werktäglichen Montag, die Trauung von Prinz Albrecht von Preußen (1809–1872), dem jüngsten Bruder des preußischen Königs Friedrich Wilhelm IV., und seiner zweiten, morganatischen Ehefrau Rosalie von Rauch (1820–1879) statt. Die Tochter des preußischen Kriegsministers Gustav von Rauch war zuvor durch den Herzog zu Sachsen-Meiningen, der mit Prinz Albrechts Tochter aus erster Ehe Charlotte verheiratet war, zur Gräfin von Hohenau erhoben worden. Nach strengen Vorgaben aus Berlin hatte die nicht-standesgemäße und vom preußischen König vehement abgelehnte Eheschließung ohne jedes Aufsehen im kleinsten Kreis zu erfolgen. Zeitungen war jegliche Berichterstattung untersagt.
Am 15. Mai 1887 wurde in Schweina der Schulneubau (Backsteinschule) feierlich eröffnet. Bereits am 9. Oktober 1904 wurde der zweite Schulneubau feierlich eingeweiht. 1908 wurden der Kupfer- und Kobaltbergbau nach der Erschöpfung der Lagerstätten endgültig eingestellt.

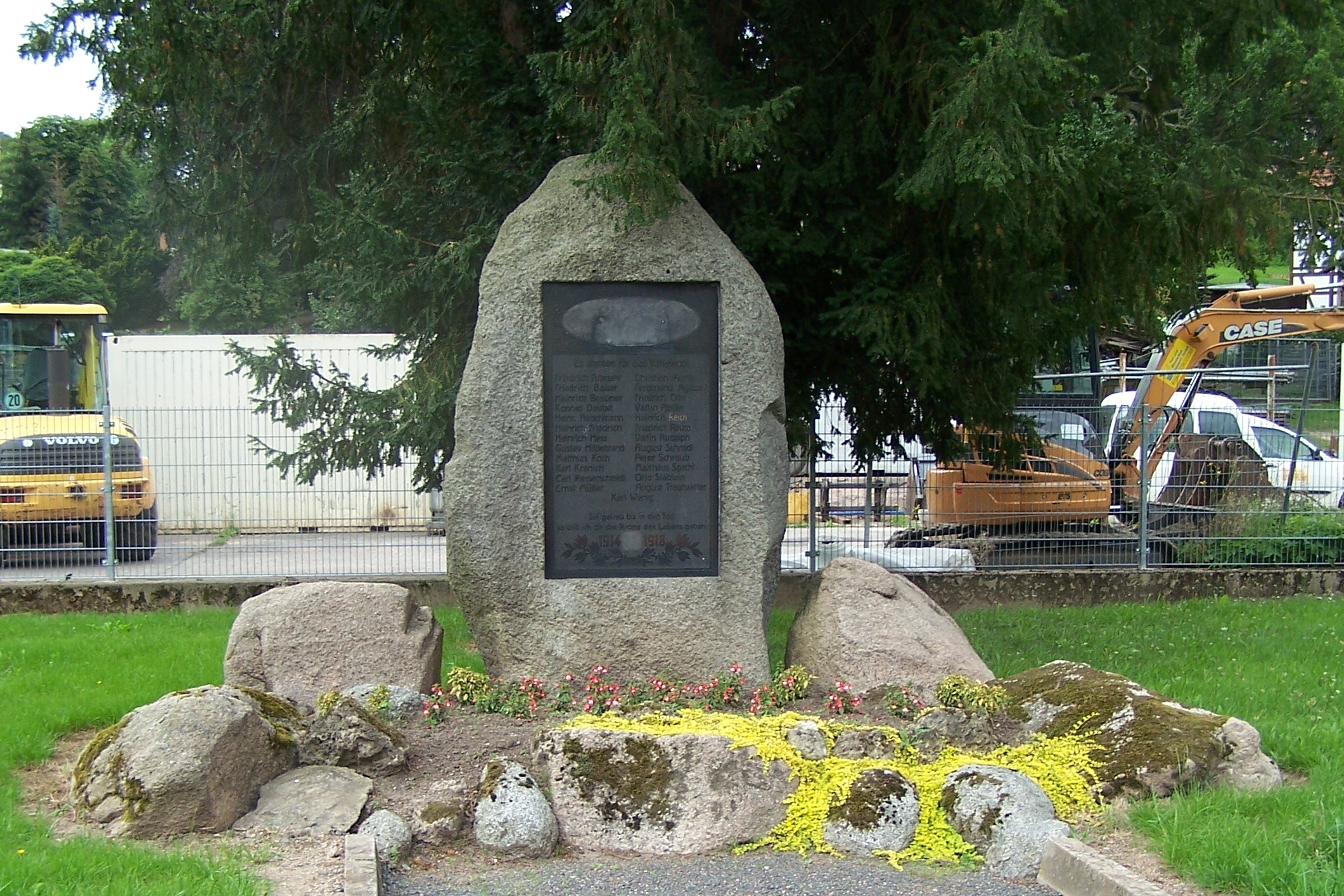
Gedenkstein für die Gefallenen der beiden Weltkriege

Als Folge des Ersten Weltkriegs verloren 132 Menschen aus Schweina ihr Leben.
Am 1. Oktober 1923 erfolgte die Gründung der Großgemeinde Bad Liebenstein durch den Zusammenschluss von Bad Liebenstein, Bairoda, Steinbach, Marienthal und Schweina, die bereits im Juli 1924 wieder aufgelöst wurde. Marienthal wurde am 1. April 1937 wieder ein Ortsteil von Schweina.
Während des Zweiten Weltkrieges mussten mehr als 420 Kriegsgefangene aus Frankreich und Militärinternierte aus Italien sowie Frauen und Männer vorwiegend als sogenannte „Ostarbeiter“ Zwangsarbeit verrichten: in der Kammgarnspinnerei, in der Holzwarenfabrik Schreinert & Co., in der Stuhl- und Holzwarenfabrik Richard Eick, bei der Firma C. & S. Reich sowie in Marienthal bei den Firmen R. & O. Lux und Gebrüder Heller. Drei Personen wurden Opfer der Zwangsarbeit.
Im Zweiten Weltkrieg (1939–1945) hatte Schweina 179 Opfer zu beklagen; darunter auch drei Tote durch einen Bombenangriff im Sommer 1944, bei dem 154 schwere Bomben um das Schloss Altenstein fielen. Am 6. Februar 1945 warfen zwei amerikanische B-17 „Flying Fortress“ 6,7 Tonnen Sprengbomben über Schweina ab. Am 5. April 1945 marschierte die US-Armee kampflos in Schweina ein. Sie wurde am 6. Juli 1945 von der Roten Armee abgelöst.

### Nach 1945 bis zum Ende des 20. Jahrhunderts
Vom 1. Juli 1950 bis zum 31. März 1974 gehörte Schweina zur Gemeinde Bad Liebenstein. In dieser Zeit hieß Schweina postamtlich Bad Liebenstein 2.

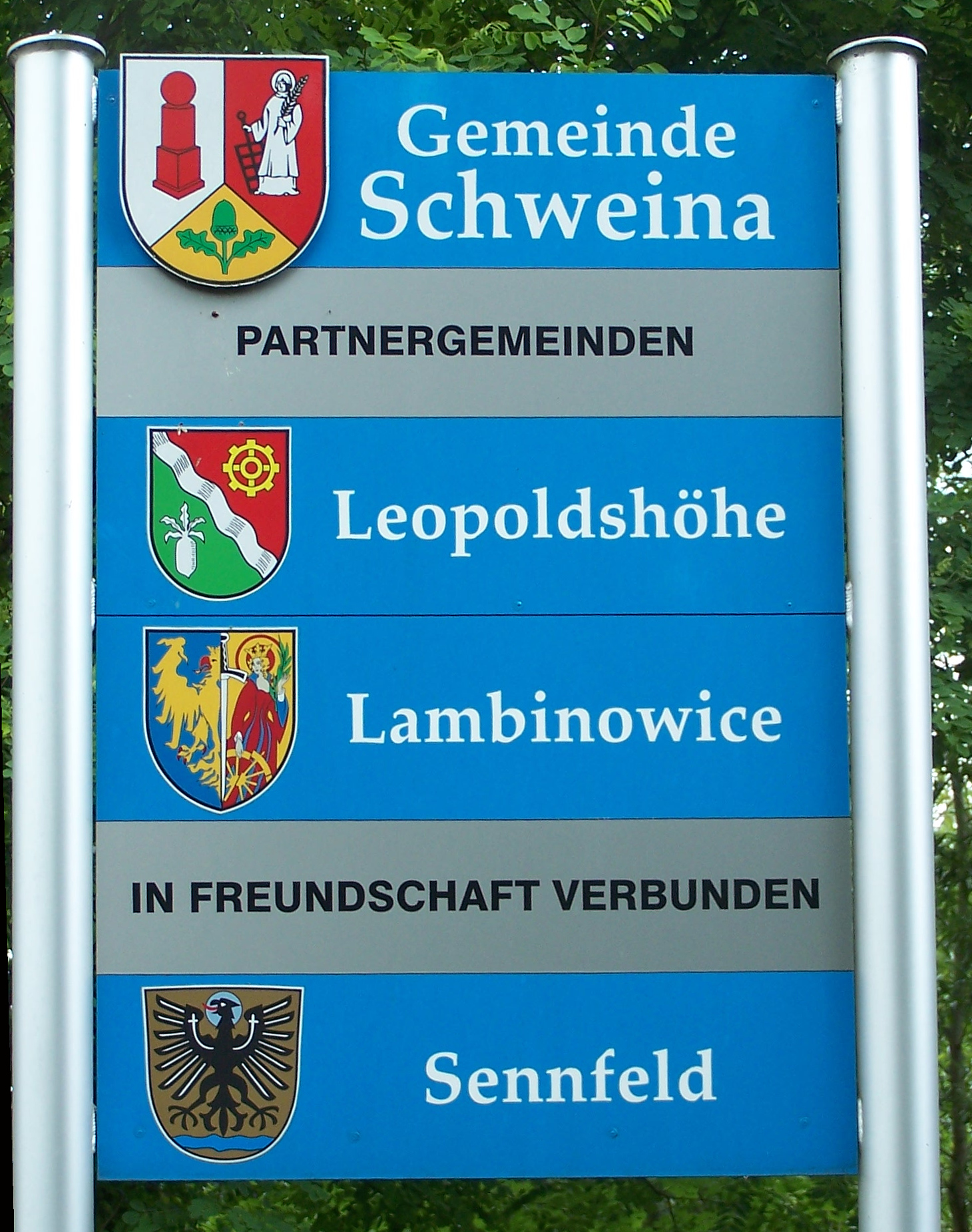
Städtepartnerschaften der früheren Gemeinde

Ab dem 1. April 1974 war Schweina wieder eine selbstständige Gemeinde, der Ortsteil Altenstein verblieb beim Kurort Bad Liebenstein. Mit der 1989 einsetzenden Wende wurden in den Jahren 1990/1991 alle in Schweina ansässigen Traditionsbetriebe geschlossen. 1990 ging Schweina offiziell Partnerschaften mit den Gemeinden Leopoldshöhe in Nordrhein-Westfalen und Sennfeld in Bayern ein. Am 1. Juli 1994 entstand die Verwaltungsgemeinschaft Schweina/Steinbach, innerhalb derer Schweina die erfüllende Gemeinde ist. 1997 wurde das restaurierte Fröbeldenkmal auf der „Fröbelsruh“ wieder eingeweiht. Am 22. Juli des gleichen Jahres erhielt der Schweinaer Friedrich-Fröbel-Kindergarten die Anerkennung als einer von acht offiziellen Fröbelkindergärten in Thüringen. Ein weiterer Partnerschaftsvertrag mit der polnischen Gemeinde Łambinowice (deutsch Lamsdorf) wurde am 4. Juli 2005 unterzeichnet.

### Im 21. Jahrhundert
Im Jahr 2000 gab es Planungen zum Zusammenschluss von Bad Liebenstein, Schweina und Steinbach zum „Altensteiner Oberland“. Der Zusammenschluss wurde zunächst in einer Volksabstimmung abgelehnt. Am 2. November 2011 wurde durch die Bürgermeister der drei Gemeinden ein Vertrag über die Bildung einer Einheitsgemeinde ratifiziert. Am 31. Dezember 2012 schlossen sich Bad Liebenstein, Schweina und Steinbach zur neuen Stadt Bad Liebenstein zusammen.

### Einwohnerentwicklung
Entwicklung der Einwohnerzahl:
| - 1799: 0785 - 1841: 1357 - 1919: 3327 - 1937: 3995 - 1994: 3239 - 1995: 3228 - 1996: 3181 - 1997: 3178 | - 1998: 3221 - 1999: 3249 - 2000: 3213 - 2001: 3154 - 2002: 3103 - 2003: 3101 - 2004: 3076 - 2005: 3041 | - 2006: 3038 - 2007: 2973 - 2008: 2950 - 2009: 2914 - 2010: 2929 - 2011: 2946 |

 Datenquelle: ab 1994 Thüringer Landesamt für Statistik – Werte vom 31. Dezember

## Politik

### Gemeinderat

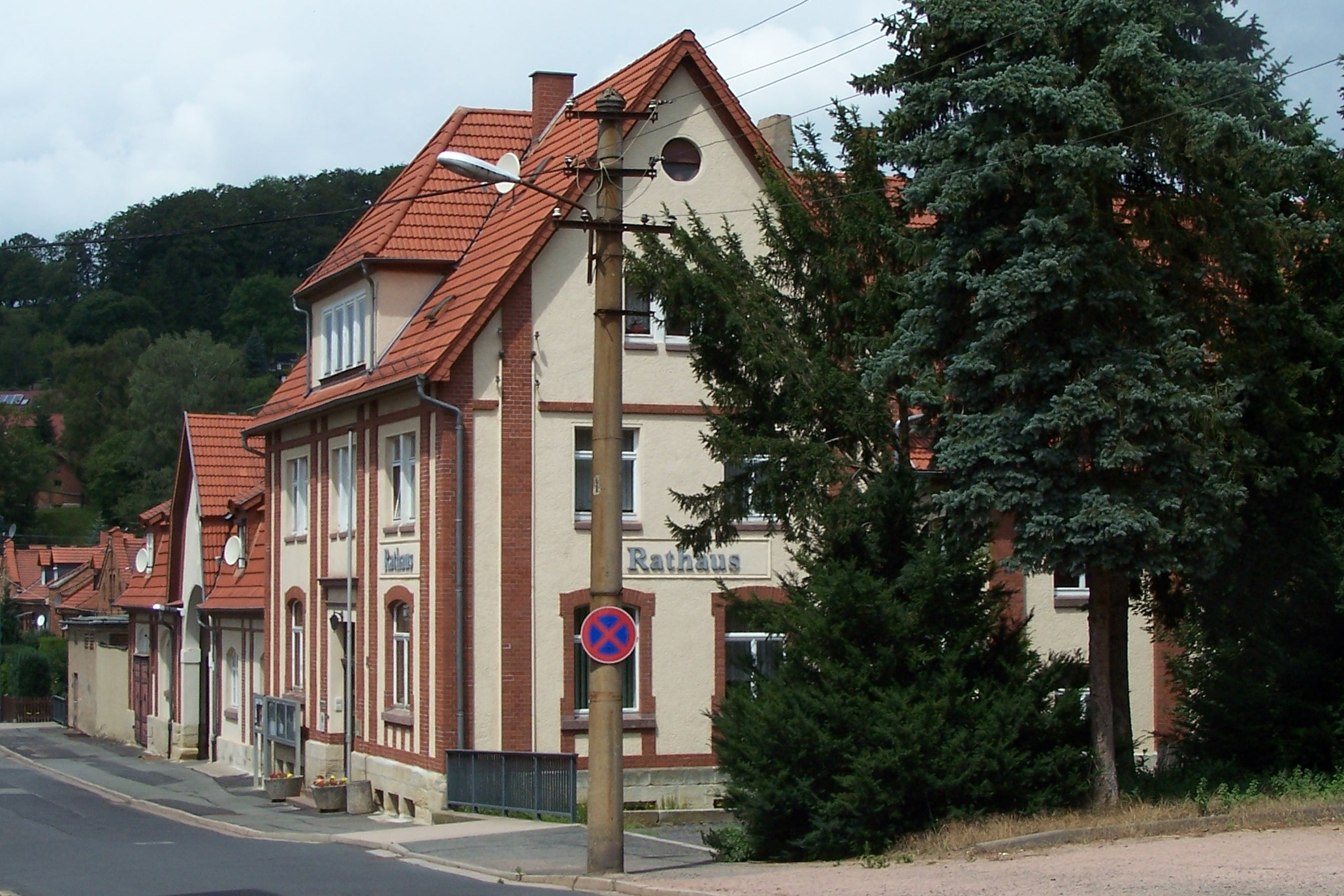
Rathaus von Schweina

Der letzte Gemeinderat in Schweina setzte sich aus 14 Gemeinderatsmitgliedern zusammen.
- SPD: 6 Sitze
- CDU: 4 Sitze
- Die Linke: 2 Sitze
- Freie Wähler (FWG): 2 Sitze

(Stand: Kommunalwahl am 7. Juni 2009)

### Wappen
Blasonierung; „Im von Silber, Rot und Gold im Göpelschnitt geteilten Schild links ein aus Würfel, Walze und Kugel bestehendes rotes Gebilde (Fröbeldenkmal), rechts ein silberner nimbierter Heiliger, in der linken Hand einen silbernen Palmenzweig, in der rechten Hand einen schwarzen Rost haltend (St. Laurentius) und unten ein grüner Eichenzweig, bestehend aus zwei Blättern, dazwischen eine Eichel.“

### Partnerschaften
- Leopoldshöhe, Nordrhein-Westfalen
- Łambinowice, Polen

## Kultur und Sehenswürdigkeiten

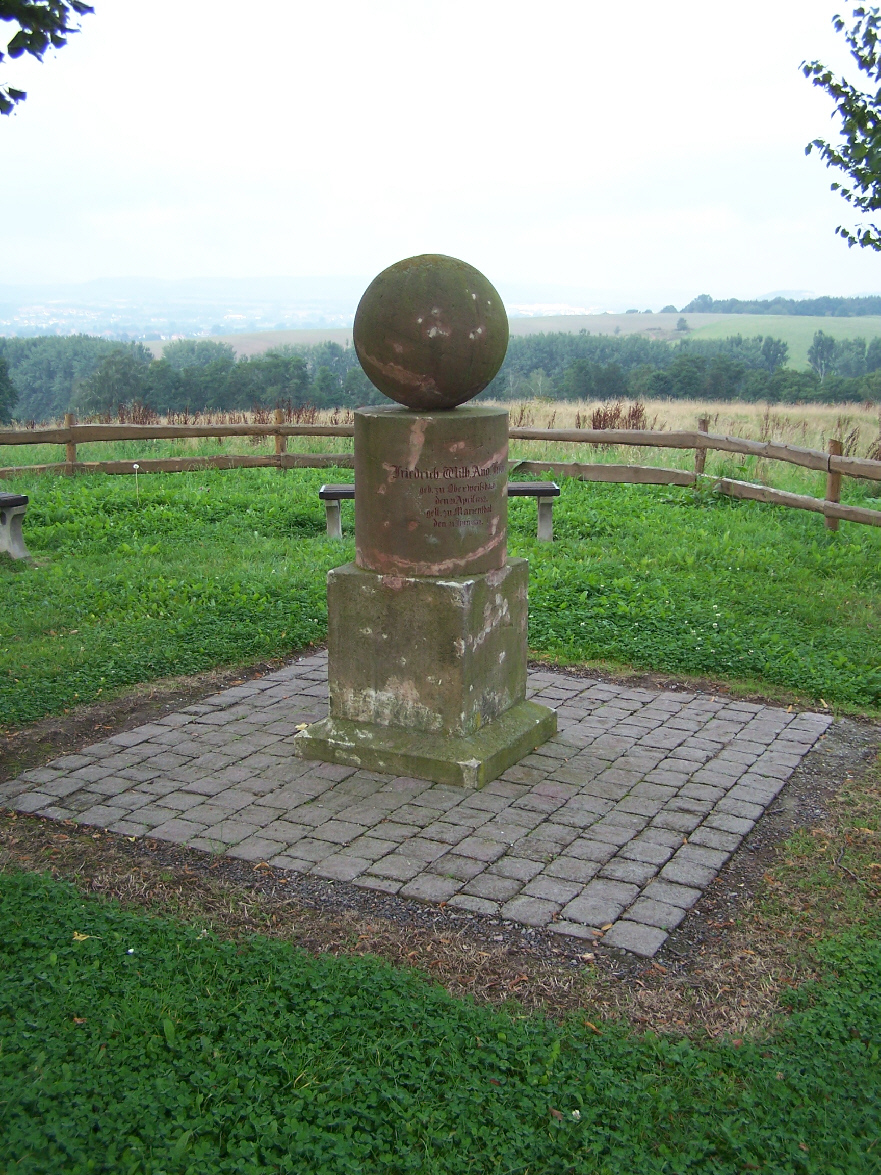
Gedenkstein für Fröbel

### Vereine und Traditionsveranstaltungen
In Schweina sind mehr als 30 Vereine ansässig, so z. B. ein Trachtenverein, die Ortschronisten, ein Heimatverein, die Schützengesellschaft oder den Judoclub sowie einen Audiclub oder einen Karnevalsverein. Besonders traditionsreich ist die Austragung der Schweinaer Kirmes durch den Fußballverein. Sie lockt Jahr für Jahr zahlreiche Gäste aus dem Ort und dem Umland an.

### Der Fackelbrand am 24. Dezember
Der Fackelbrand am 24. Dezember auf dem Antoniusberg in Schweina ist eine seit vielen Jahren gepflegte Tradition.
In historischen Überlieferungen des Ortes ist zu lesen, dass ortsansässige Schweinehirten zur Wintersonnenwende nach angelsächsischer Sitte ihr Neujahrsfest mit Opferfeuern feierten. Sie trieben ihr Vieh durch die Asche des Feuers. Dies sollte die Tiere vor Krankheiten und Seuchen schützen. Indem sie Feuerräder ins Tal hinabrollten, wurde das neue Jahr und das Längerwerden der Tage begrüßt.
Inzwischen hat sich dieser uralte Brauch jedoch gewandelt. Heute werden beim Fackelbrennen auf dem Antoniusberg viele einzelne Reisiglagen um einen glatten Fichtenstamm gewickelt. Die gebundenen Fackeln sind teilweise bis zu 9 Meter hoch und werden am späten Nachmittag des Heiligen Abends angezündet. Viele Tausend Menschen erleben Jahr für Jahr das Spektakel. Bei gutem Wetter ist der Fackelbrand nicht nur aus nächster Nähe zu sehen, sondern aus der viele Kilometer entfernten Rhön ebenfalls.

## Wirtschaft und Infrastruktur
Gewerbegebiet
Das Gewerbegebiet Mühlweg befindet sich am südlichen Ortsrand von Schweina, teilweise auf einer Industriebrache. Es verfügt über eine Gesamtfläche von 48,2 ha (Stand 2009).

## Persönlichkeiten

### Söhne und Töchter des Ortes
- Friedrich Wilhelm August Fröbel (1782–1852) und seine zweite Ehefrau Louise Fröbel (1815–1900) in Marienthal, Gemeinde Schweina, beigesetzt, deutscher Pädagoge und Gründer der ersten Schule für Kindergärtnerinnen in Schweina.
- Armin Möller (1865–1938), Prähistoriker und Kustos
- Hans Bischoff (1894–1943), Kinderarzt und Hochschullehrer
- Effi Biedrzynski (1910–2004), deutsche Lektorin, Goethe-Forscherin und Publizistin
- Gottfried Müller (* 1934), Minister für Medienpolitik der DDR im Kabinett von Lothar de Maizière und späterer Landtagspräsident in Thüringen
- Cornelia Schirmer (* 1968), Schauspielerin

### Persönlichkeiten, die in Schweina gewirkt haben
- Johannes Walch (1760–1829), Superintendent in Schweina